# Католицизм в Венгрии

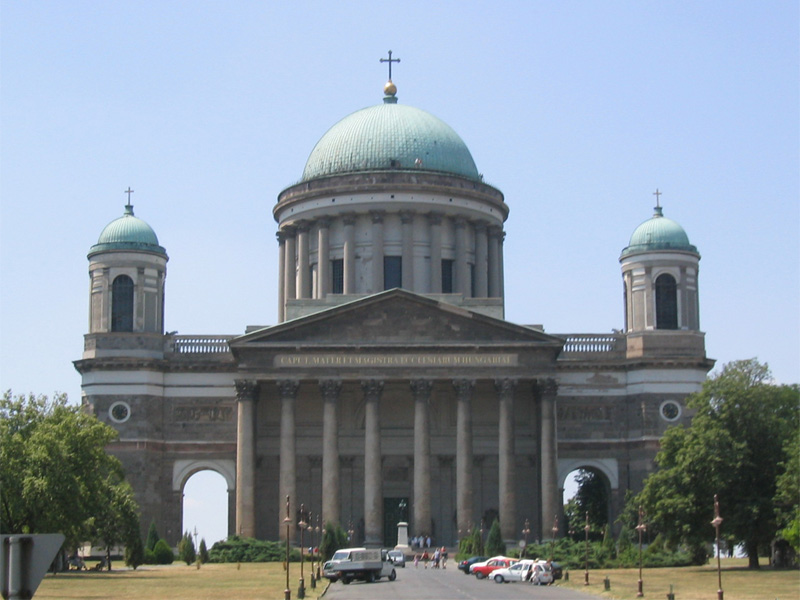
Базилика Святого Адальберта в Эстергоме. Надпись на фронтоне — «Глава, Мать и Учитель Церкви Венгрии»

Католицизм в Венгрии. Католическая церковь Венгрии (венг.  Magyar Katolikus Egyház)— часть всемирной Католической церкви. Католицизм — наиболее распространённая религия в стране. По данным общенациональной переписи 2001 года католиками считают себя 5.56 миллионов человек или 54,5 % общего населения страны. По данным сайта catholic-hierarchy.org в 2006 году число католиков страны составляло 6 090 881человек. Большинство венгерского католического населения принадлежит к латинскому обряду, к греко-католикам себя причислило 269 тысяч человек (2,6 % всего населения), существует также небольшая община армяно-католиков. Согласно исследованию Мичиганского университета еженедельно церковные богослужения в 1991 году посещал 21 % от общей численности населения страны.

## Современное состояние
Конституция страны гарантирует свободу вероисповедания. Ряд католических праздников объявлен государственными (Пасха и Пасхальный понедельник, Пятидесятница и понедельник за ней, День всех святых — 1 ноября, Рождество — 25 декабря, День святого Стефана — 26 декабря).

## История

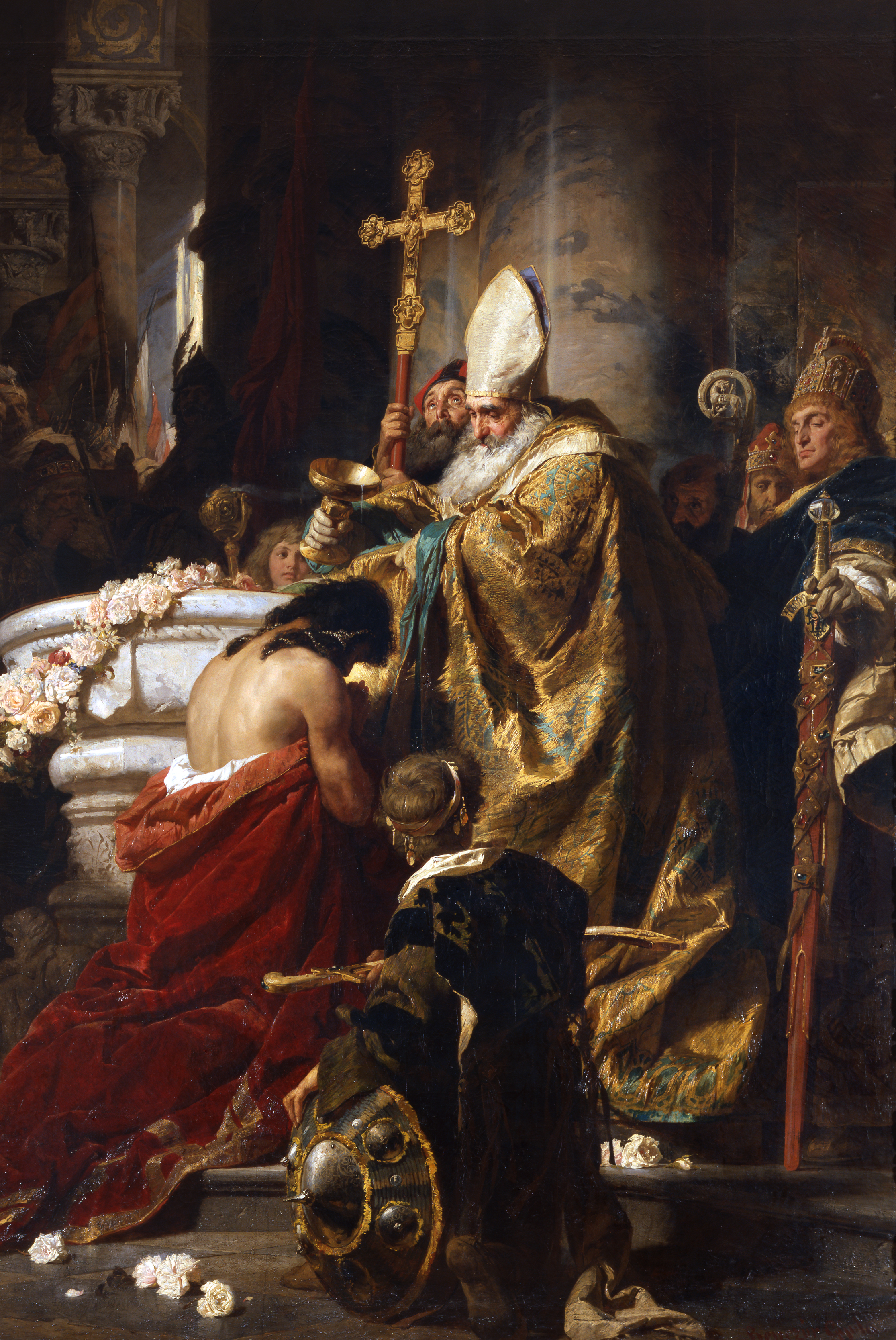
Д. Бенцур. Крещение Святого Иштвана

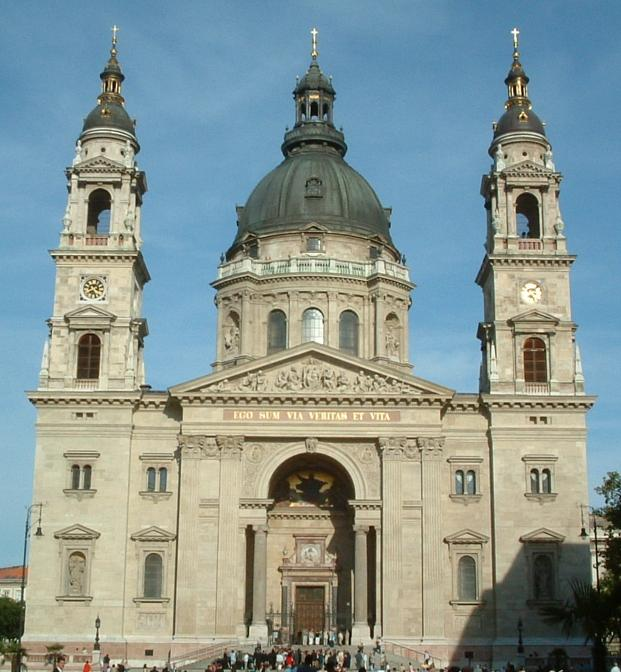
Базилика Святого Иштвана, Будапешт

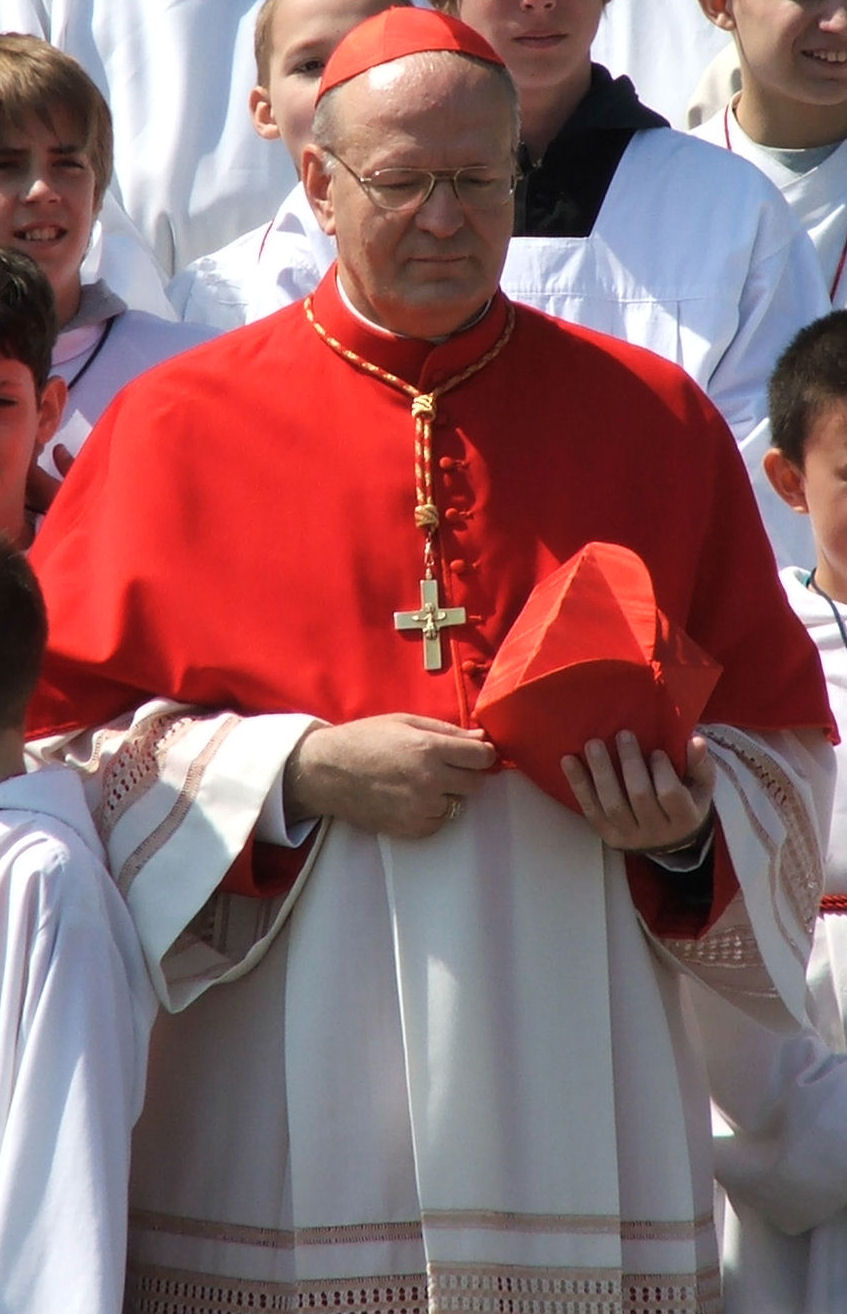
Петер Эрдё — глава Католической церкви в Венгрии

Венгры в период своего переселения в Европу оставались язычниками. После их поселения в Придунайской низменности ряд христианских миссионеров с Запада предпринимал попытки обратить их в христианство, однако до начала XI века они были безуспешными. Первым христианским королём страны стал Иштван I, впоследствии канонизированный, как и его сын Имре. В первой половине XI века большая часть венгров приняла христианство латинского обряда, значительную роль в обращении венгров сыграл Герард Венгерский. Языческая реакция после смерти Иштвана I была вскоре подавлена. Большую роль в укреплении позиций католичества в стране сыграл король Ласло I, также впоследствии канонизированный.
Вплоть до Реформации подавляющее большинство венгров было католиками. Реформация в Венгрии добилась большого успеха, сначала лютеранство, а затем кальвинизм широко распространились среди венгров, и в середине XVI века Венгрия стала по преимуществу протестантской страной. Борьба между католиками и протестантами проходила на фоне турецкого нашествия, к началу XVII века турки захватили почти всю страну, резиденция главы католической церкви, архиепископа Эстергома, была перенесена в Трнаву, а затем в Братиславу. На территории османской Венгрии было разрушено или обращено в мечети определённое количество католических церквей, часть населения перешла в ислам. В северной части Венгрии (в настоящее время — территория Словакии), которая оказалась под контролем Габсбургов, развернулась контрреформация, которая проходила при лидирующей роли ордена иезуитов и оказалась эффективной. Иезуиты основали множество учебных заведений, активно продвигали католическое благочестие в народе. После освобождения от турок Венгрия вновь стала преимущественно католической страной, за исключением восточных регионов, в особенности Дебрецена, где остались многочисленные протестантские общины.

## Структура
Католическая церковь в стране включает в себя 5 архиепархий-митрополий и 10 епархий (одна архиепархия и две епархии византийского обряда). Примас Венгрии возглавляет архиепархию-митрополию Эстергом-Будапешт. В настоящее время титул примаса Венгрии принадлежит кардиналу Петеру Эрдё. В Венгрии организован военный ординариат, предназначенный для окормления военнослужащих-католиков (14 священников). Аббатство Паннонхальма имеет статус независимого территориального аббатства. Епископы страны обоих обрядов, глава военного ординариата и аббат Паннонхальмы объединены в Конференцию католических епископов Венгрии.
Венгерская грекокатолическая церковь состоит из архиепархии Хайдудорога, по отношению к которой суффраганны епархии Мишкольца и Ньиредьхазы.
16 венгерских храмов имеют почётный статус «малой базилики». Духовным центром страны считается Эстергом. Наиболее известные храмы страны — Базилика Святого Адальберта в Эстергоме, Базилика Святого Иштвана и Церковь Святого Матьяша в Будапеште, базилика в Эгере, собор Святого Михаила в Веспреме, а также аббатство Паннонхальма.
Статистика по епархиям (данные 2013-2014 годов):
| Епархия                       | Епархия              | Статус                    | Митрополия        | Обряд        | Число католиков | Число священников | Число приходов | Глава               | Кафедральный собор                                                         | Примечания                                |
| Архиепархия Эстергом-Будапешт | Esztergom-Budapest   | Митрополия                |                   | Латинский    | 1 254 000       | 443               | 188            | кардинал Петер Эрдё | Базилика Святого Адальберта (Эстергом)                                     | Митрополию возглавляет примас Венгрии     |
| Архиепархия Эгера             | Eger                 | Митрополия                |                   | Латинский    | 685 000         | 188               | 301            | Чаба Терняк         | Собор святого Иоанна, Эгер                                                 |                                           |
| Архиепархия Калоча-Кечкемет   | Kalocsa-Kecskemét    | Митрополия                |                   | Латинский    | 368 755         | 110               | 127            | Балаж Бабель        | Собор г. Калоча                                                            |                                           |
| Архиепархия Веспрема          | Veszprém             | Митрополия                |                   | Латинский    | 335 600         | 134               | 180            | Дьюла Марфи         | Собор Святого Михаила, Веспрем                                             |                                           |
| Архиепархия Хайдудорог        | Hajdúdorog           | Митрополия                |                   | Византийский | 270 000         | 192               | 125            | Фюлёп Кочиш         | Греко-католический собор Введения во храм Пресвятой Богородицы, Хайдудорог | часть Венгерской грекокатолической церкви |
| Епархия Дьёра                 | Győr                 | Епархия                   | Эстергом-Будапешт | Латинский    | 378 000         | 143               | 198            | Андраш Вереш        | Собор г. Дьёр                                                              |                                           |
| Епархия Секешфехервара        | Székesfehérvár       | Епархия                   | Эстергом-Будапешт | Латинский    | 413 000         | 85                | 149            | Антал Шпаньи        | Собор св. Иштвана, Секешфехервар                                           |                                           |
| Епархия Печа                  | Pécs                 | Епархия                   | Калоча-Кечкемет   | Латинский    | 439 000         | 99                | 206            | Дьёрдь Удварди      | Собор свв. Петра и Павла, Печ                                              |                                           |
| Епархия Сегед-Чанад           | Szeged-Csanád        | Епархия                   | Калоча-Кечкемет   | Латинский    | 363 500         | 107               | 112            | Ласло Кишш-Риго     | Собор г. Сегед                                                             |                                           |
| Епархия Дебрецен-Ньиредьхаза  | Debrecen-Nyíregyháza | Епархия                   | Эгер              | Латинский    | 250 000         | 93                | 57             | Ференц Паланки      | Собор св. Анны, Дебрецен                                                   |                                           |
| Епархия Ваца                  | Vác                  | Епархия                   | Эгер              | Латинский    | 640 000         | 221               | 220            | Миклош Беер         | Собор г. Вац                                                               |                                           |
| Епархия Капошвара             | Kaposvár             | Епархия                   | Веспрем           | Латинский    | 293 153         | 96                | 102            | Ласло Варга         | Собор г. Капошвар                                                          |                                           |
| Епархия Сомбатхея             | Szombathely          | Епархия                   | Веспрем           | Латинский    | 298 100         | 135               | 142            |                     | Собор г. Сомбатхей                                                         |                                           |
| Аббатство Паннонхальма        | Pannonhalma          | Территориальное аббатство |                   | Латинский    | 21 300          | 66                | 15             | Имре Варсеги        | Базилика св. Мартина                                                       |                                           |
| Епархия Мишкольца             | Miskolc              | Епархия                   | Хайдудорог        | Византийский | 56 200          | 70                | 62             | Атаназ Орос         |                                                                            | часть Венгерской грекокатолической церкви |
| Епархия Ньиредьхазы           | Nyíregyháza          | Епархия                   | Хайдудорог        | Византийский |                 |                   |                |                     |                                                                            | часть Венгерской грекокатолической церкви |